# Csl Wi-Fi
csl Wi-Fi 服務（前稱PCCW Wi-Fi、PCCW-HKT Wi-Fi）是香港電訊旗下的無線區域網絡品牌。

csl. Wi-Fi

csl Wi-Fi在香港各區設立13,000個無線互聯網熱點，分佈部分大專院校、便利店、主要購物商場、餐廳、醫院、電話亭、部分九巴等。
2008年，香港電訊曾推出30天內免費試用PCCW WiFi的優惠。PCCW Wi-Fi的熱點以IEEE 802.11b/g/n廣播。
2013年6月26日，PCCW-HKT採用思科（Cisco）電訊級服務供應商Wi-Fi解決方案率先部署大中華區首個802.11ac Wi-Fi網絡。
2014年7月7日，香港電訊推出流動通訊品牌「csl.」取代原有「PCCW-HKT」，「PCCW-HKT Wi-Fi」亦同時易名為「csl Wi-Fi」。
現時csl.、1O1O、Sun Mobile、Club SIM的客戶可免費使用「csl Wi-Fi」。